# Kickboxer (film)
Kickboxer este un film american cu arte marțiale din anul 1989, scris, produs și regizat de Mark DiSalle și coregizat de David Worth. Rolurile principale sunt interpretate de Jean-Claude Van Damme și de fostul campion mondial de kickboxing Dennis Alexio. Ca și filmul anterior al lui Van Damme, Sport sângeros, el prezintă abilitățile de luptă de arte marțiale ale lui Van Damme.
A fost urmat de filmele Kickboxer 2: Înfruntarea (1991), Kickboxer 3: Arta războiului (1992), Kickboxer 4 – Meciul vieții (1994) și Kickboxer 5: Ultima răzbunare (1995). Seria a fost refăcută odată cu apariția filmelor Kickboxer: Vengeance (2016) și Kickboxer Retaliation (2018). Un viitor film scris și regizat de Dimitri Logothetis, Kickboxer: Armageddon, este în producție.

## Rezumat
Filmul prezintă povestea lui Kurt Sloane (Van Damme), partenerul de antrenament al fratelui său, Eric (Dennis Alexio), campionul american de kickboxing. Kurt și Eric călătoresc la Bangkok, unde Eric urma să lupte cu Tong Po (Michel Qissi), campionul neînvins al Thailandei. După o primă rundă brutală, Kurt își dă seama că fratele său nu face față luptei cu Tong Po și încearcă să-l convingă să oprească lupta. Nedorind să renunțe, Eric revine în ring pentru a doua rundă și este bătut cu violență, iar în cele din urmă Kurt este determinat să arunce prosopul. Dar Tong Po îl ignoră și continuă să-l lovească pe Eric, bătaia primită lăsându-l pe Eric paralizat de la talie în jos. Eric este apoi scos afară din sală și lăsat pe stradă, fără nici un ajutor, până când Winston, un fost membru al Forțelor Speciale americane, este de acord să-i ducă pe cei doi frați la spital.
Furios, Kurt promite să-și răzbune fratele și să-l învingă în ring pe Tong Po. Deși reticent la început, Winston îi spune în cele din urmă despre Xian Chow, un antrenor local renumit care locuiește într-o zonă îndepărtată din Thailanda. După ce-l găsește pe Xian, Kurt reușește să-l convingă pe acesta să-l antreneze în arta Muay Thai ("box thailandez"). În perioada antrenamentului, Kurt împiedică operațiunile unui grup de mafioți thailandezi condus de Freddy Li, care o amenință în mod continuu și fură bani de la nepoata lui Xian, Mylee. După ce Kurt îi bate pe huligani într-o luptă dintr-un bar, Xian reușește să aranjeze un meci cu Tong Po, în numele lui Kurt. Se stabilește că cei doi vor lupta după "regula străveche", în care ambii luptători își vor înveli mâinile cu sfoară de cânepă, care este apoi înmuiată în rășină, iar mâinile sunt introduse într-un vas cu sticlă spartă pentru a le face arme mortale.
În zilele de dinaintea meciului, Mylee este bătută și violată de Tong Po, iar Eric este răpit de acoliții lui Freddy Li pentru a-l șantaja pe Kurt să se dea bătut. Pentru a-i salva viața fratelui său, i se spune lui Kurt este instruit să stea la distanță de Po, înainte de a pierde meciul. El suferă o bătaie chinuitoare, dar, din fericire, Xian și Winston sunt capabili să-l găsească și să-l salveze pe Eric înainte de încheierea luptei. Fratele său fiind scăpat de pericol, Kurt primește un avânt și îl învinge în cele din urmă pe Tong Po.

## Distribuție
| Actor                   | Rol               |
| ----------------------- | ----------------- |
| Jean-Claude Van Damme   | Kurt Sloane       |
| Dennis Alexio           | Eric Sloane       |
| Dennis Chan             | Xian Chow         |
| Michel Qissi            | Tong Po           |
| Steve Lee               | Freddy Li         |
| Rochelle Ashana         | Mylee             |
| Haskell V. Anderson III | Winston Taylor    |
| Richard Foo             | Tao Lin           |
| Ricky Liu               | Big Thai Man      |
| Africa Chu              | mesagerul         |
| Joann Wong              | soția lui Tao Liu |

## Echipa de producție
- Muzica: Paul Hertzog
- Montaj: Wayne Wahrman
- Efecte speciale: Tuffy Lau
- Director imagine: Jon Kranhouse
- Producător: Mark DiSalle
- Producător asociat: Charles Wang
- Scenarist: Glenn Bruce

## Muzică
O coloană sonoră care conține melodiile din film a fost lansată într-o formă limitată pe CD și este adesea greu de găsit.
Muzica pentru film a fost compusă de Paul Hertzog și este considerat un cult clasic de către mulți. Întreaga muzică a fost complet remasterizată și lansată în 2006 de către Perseverance Records într-o cantitate limitată.
1. To the Hospital / We'll See (01:15)
2. Groceries (01:47)
3. Very Stupid (00:45)
4. Tai Chi (02:55)
5. First Kiss (00:53)
6. Stone City (02:34)
7. Second Stone (00:53)
8. Hospital (02:21)
9. Palm Tree (00:30)
10. Advanced Training (01:49)
11. Ancient Voices (02:08)
12. Mylee Is the Way (01:32)
13. Warriors (00:45)
14. Buddha's Eagle (01:01)
15. Kidnap (01:01)
16. You've Done It Before (01:45)
17. Downstairs (00:54)
18. Round One (02:12)
19. Round Two (01:36)
20. The Hook (01:32)
21. Round Three (01:32)
22. The Eagle Lands (04:02)

## Locație
Ca fundal pentru unele scene de antrenament, Kurt (Van Damme) se pregătește lângă templele din Wat Phra Si Sanphet și Wat Ratchaburana, parte a ruinelor orașului Ayutthaya din Thailanda.

## Recepție
Recenziile acestui film au fost mixte, dar a primit statutul de cult. El nu are în prezent niciun statut pe situl Rotten Tomatoes. În spectacolul de teatru "Your brother, Remember?" (2010) al lui Zachary Oberzan, reconstituirile din "Kickboxer" și din alte filme culte violente formează o parte integrantă a piesei.